# Tongu
O distrito de Tongu está localizado na região de Volta, formando parte dos 18 distritos existentes no norte de Gana.

## História
Tongu, antes denominado de distrito de Adidome em 1989, possui como atual membro do parlamento Samuel Okudzeto Ablakwa, ex-vice-ministro da educação.

### Aldeias de Tongu
Além da capital e centro administrativo estar localizado nessa região, Tongu ainda possui diversas aldeias regionais.
- Agoxor
- Akyemfo
- Avakpedome
- Aveyime-Battor
- Battor Dugame
- Kluma Dorfor
- Kpomkpo
- Dorfor Adidome
- Dove
- Juapong
- Kutime
- Kanuwlue
- Mepe
- New Fodzoku
- Podoe
- Sasekpe
- Torgorme
- Adexorkpodzi
- Volo
- Vome
- Vume Kpoviadzi
- Zomayi
- Nyatikpo
- Mafi-Kpevekor
- Gbetekpo-Azagonorkope